# Raymond Legrand
Raymond Legrand (Parigi, 23 maggio 1908 – Nanterre, 25 novembre 1974) è stato un compositore e direttore d'orchestra francese.

## Biografia
Raymond Legrand fu allievo di Gabriel Fauré ed è noto per le sue opere sull'armonizzazione, la strumentazione e l'orchestrazione.
Dedicatosi poi alla musica del varietà, realizzò arrangiamenti per Ray Ventura prima di creare una sua orchestra che accompagnò artisti come Irène de Trébert, Maurice Chevalier, Georges Guétary e Tino Rossi. Compose numerose colonne sonore di film, fra i quali Mademoiselle Swing (1942) di Richard Pottier.
Si sposò quattro volte. Da Marcelle Der Mikaëlian, sorella di Jacques Hélian, sposata nel 1929, ebbe due figli: Christiane Legrand (1930-2011), cantante e Michel Legrand (1932-2019), compositore. Dalla relazione con Irène de Trébert ebbe il figlio Michel-Patrick (1943). Dal secondo matrimonio con Paulette Bonimond ebbe due figli: Benjamin Legrand (1950), scrittore, e Olivier Legrand (1954), pittore. Si sposò per la terza volta con Colette Renard. Con la quarta moglie Martine Leroy ebbe la figlia Coralie Legrand.